# 부석초등학교 상석분교
부석초등학교 상석분교는 경상북도 영주시 부석면 의상로 1296-21 (상석리)에 있었던 초등학교이다.

## 연혁
- 1939년 8월 10일 부석공립심상소학교 부설 상석간이학교로 설립인가
- 1945년 5월 1일 상석공립국민학교로 분리인가
- 1996년 3월 1일 상석초등학교로 개칭
- 1999년 9월 1일 부석초등학교 상석분교장으로 격하
- 2001년 3월 1일 폐교